# Amomum dimorphum
Amomum dimorphum är en enhjärtbladig växtart som beskrevs av M.F.Newman. Amomum dimorphum ingår i släktet Amomum och familjen Zingiberaceae. Inga underarter finns listade i Catalogue of Life.